# Лабенок, Леонид Васильевич
Леонид Васильевич Лабенок (24 мая 1927 — 9 сентября 2000) — советский и украинский живописец, член Национального союза художников Украины (1961), Заслуженный художник УССР (1973), Народный художник УССР (1984), лауреат государственной премии АР Крым, член правления Союза художников СССР.

## Биография
Родился 24 мая 1927 года в Ленинграде. Участник Великой Отечественной войны, был связным у партизан во время оккупации Крыма. Член КПСС с 1953 года. Выпускник Крымского художественного училища имени Н. Самокиша и Ленинградского высшего художественно-промышленного училища имени В. Мухиной по классу К. Йохансона и Г. Савинова (1956).
С 1965 по 1972 год возглавлял Союз художников Крыма, был его секретарём. Основатель Крымского Дома художников. С 1965 года работал в мастерских Крымского художественно-производственного комбината. В 1972—1976 годах преподавал в Крымском художественном училище.
Работы Лабенка демонстрировались на выставках с 1957 года. Создавал пейзажи, портреты, тематические картины в реалистическом стиле. Пытался раскрыть восприятие войны людьми. Некоторые полотна хранятся в Симферопольском и Севастопольском художественных музеях.
Награждён орденами Отечественной войны II степени, «Знак Почёта», медалями «За отвагу», «За трудовое отличие», серебряной медалью М. Грекова за отображение темы Великой Отечественной войны в изобразительном искусстве.
Умер 9 сентября 2000 года. В Симферополе, на фасаде Дома художника, в память об общественной и художественной деятельности Леонида Лабенка установлена мемориальная доска авторства заслуженного художника Украины В. С. Гордеева.

## Работы
- «Родины просторы» (1960);
- «В Севастополе» (1961);
- мозаичное панно «Черноморье» на доме в Ялте (1965, в соавторстве);
- «В Горках» (1970);
- «Папа» (1971);
- «Отец» (1974);
- «Земля» (1975);
- «Летят журавли» (1976);
- «Венеция» (1977);
- «Море» (1993).